# تحيز مؤسسي

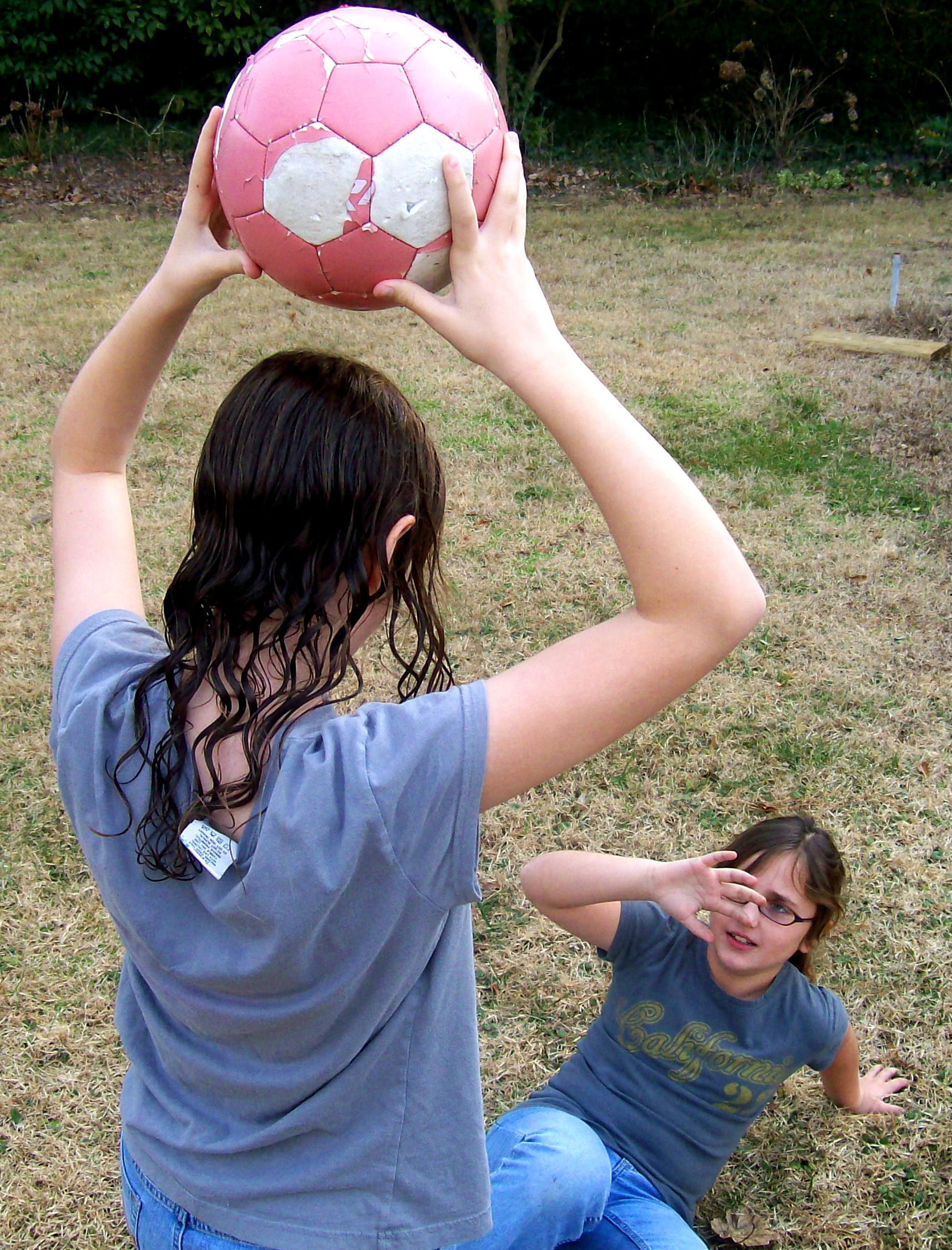
صورة للتنمر

التحيز المؤسسي هو التحيز إلى مؤسسة معينة والمؤسسة قد تكون شخصا اعتباريا وقد تكون نظاما كاملا.

## في المؤسسات البشرية
التحيز المعرفي متأصل في تجارب الولاء وعلاقات الناس في حياتهم اليومية، ويُكتشف باستمرار الانحيازات الجديدة ومعالجتها على المستوى الأخلاقي والسياسي. على سبيل المثال، يتمثل هدف العمل الإيجابي في الولايات المتحدة لمواجهة التحيزات المتعلقة بالجنس والعرق عن طريق فتح المشاركة المؤسسية للأشخاص ذوي مجموعة واسعة من الخلفيات، وبالتالي مجموعة واسعة من وجهات النظر. في الهند، يهدف نظام الطوائف والقبائل المجدولة إلى معالجة التحيز المنهجي الناجم عن نظام الطبقات المثير للجدل، وهو نظام يركز على التمييز المنظم القائم على أسلاف الفرد، وليس على عكس العنصرية التي يهدف العمل الإيجابي إلى مواجهتها. كل من نظام الجدولة والعمل الإيجابي يفرض تعيين المواطنين من داخل مجموعات معينة.

## الأسباب الرئيسية
تُعرف دراسة التحيز المنهجي كجزء من المجال المعنون «السلوك التنظيمي في اقتصاديات المنظمات الصناعية» في عدة طرائق مبدأية في كل من المؤسسات غير الهادفة للربح والمؤسسات الهادفة للربح. المسألة المثيرة للقلق هي أن أنماط السلوك قد تتطور داخل المؤسسات الكبيرة التي تصبح ضارة بإنتاجية المؤسسات الأكبر التي تتطور منها. الجوانب الرئيسية الثلاث للدراسة المتعلقة بالسلوك التنظيمي غير المتكيف والتحيز المؤسسي هي سلوك العمل المضاد للإنتاج وسوء معاملة الموارد البشرية وتحسين السلوك المسبب للتوتر.

### سلوك العمل المضاد للإنتاج
يتكون سلوك العمل المضاد للإنتاج من سلوك الموظفين الذي يضر أو ينوي إيذاء المنظمات والأفراد في المؤسسات.

### سوء معاملة الموارد البشرية
هناك عدة أنواع من سوء المعاملة التي يتعرض لها الموظفون في المؤسسات.

#### الإشراف المسيء
الإشراف المسيء هو مساهمة المشرف في نمط من السلوك يضر المرؤوسين.

#### التنمر
على الرغم الاختلافات في تعريف التنمر، إلا أنه يتضمن نمطًا متكررًا من السلوكيات الضارة الموجهة نحو الفرد.

#### الفظاظة
تتكون الفظاظة من سلوك مشين وقح بنية غامضة للضرر الذي ينتهك قواعد السلوك المناسبة في مكان العمل.

#### التحرش الجنسي
التحرش الجنسي هو السلوك الذي يشوه أو يسيء معاملة الفرد بسبب جنسه، ويخلق مكان عمل مسيء ويتداخل مع قدرة الفرد على القيام بعمله.

#### الضغط
يتعلق ضغط العمل بعدم التوازن بين المطالب (جوانب العمل التي تتطلب مجهودًا عقليًا أو جسديًا) والموارد التي تساعد في مواجهة هذه المطالب.

## مقابل التحيز المؤسسي
الفرق بين الكلمات المؤسسية والمنهجية غامض إلى حد ما.
في الهندسة والميكانيكا الحاسوبية، تستخدم كلمة التحيز أحيانًا كمرادف للخطأ المنهجي. في هذه الحالة، يشار إلى التحيز نتيجة لقياس أو حساب بدلا من أداة القياس أو الطريقة الحسابية. يحاول بعض المؤلفين التمييز بين المؤسسية والمنهجية المقابلة لذلك بين المخطط وغير المخطط لها، أو بين تلك الناشئة عن خصائص النظام وعن الخلل الفردي. بمعنى أقل رسمية، يقال في بعض الأحيان أن التحيزات المؤسسية تنشأ عن طبيعة العمل البيني للنظام، في حين أن التحيزات المنهجية تنبع من جهد منسق لصالح نتائج معينة.